# NGC 792
NGC 792 è una galassia lenticolare contornata da un anello situata nella costellazione dell'Ariete, a una distanza di circa 210 milioni di anni luce dalla nostra Via Lattea.

## Scoperta
La galassia è stata scoperta il 7 settembre 1828 dall'astronomo britannico John Herschel.